# 화전산업대로
화전산업대로는 부산광역시 강서구 신호동 76호광장 교차로와 녹산동 본녹산삼거리를 잇는 부산광역시의 도로이다. 화전일반산업단지의 주도로라는 의미로 화전산업대로라 명명되었다.

## 주요 경유지
부산광역시
- 강서구 신호동 - 녹산동

## 노선
| 이름                | 접속 노선                                                   | 소재지     | 소재지 | 비고 |
| ------------------- | ----------------------------------------------------------- | ---------- | ------ | ---- |
| 76호광장 교차로     | 부산광역시도 제77호선 (르노삼성대로)                        | 부산광역시 | 강서구 | 시점 |
| 화전1신호등 교차로  | 화전산단1로                                                 | 부산광역시 | 강서구 |      |
| 화전11신호등 교차로 | 화전산단2로                                                 | 부산광역시 | 강서구 |      |
| 화전12신호등 교차로 | 화전산단3로                                                 | 부산광역시 | 강서구 |      |
| 화전1교             |                                                             | 부산광역시 | 강서구 |      |
| (이름 없음)         | 화전산단4로                                                 | 부산광역시 | 강서구 |      |
| 본녹산삼거리        | 국도 제2호선 국도 제77호선 부산광역시도 제10호선 (낙동남로) | 부산광역시 | 강서구 | 종점 |